# Płamen Konstantinow

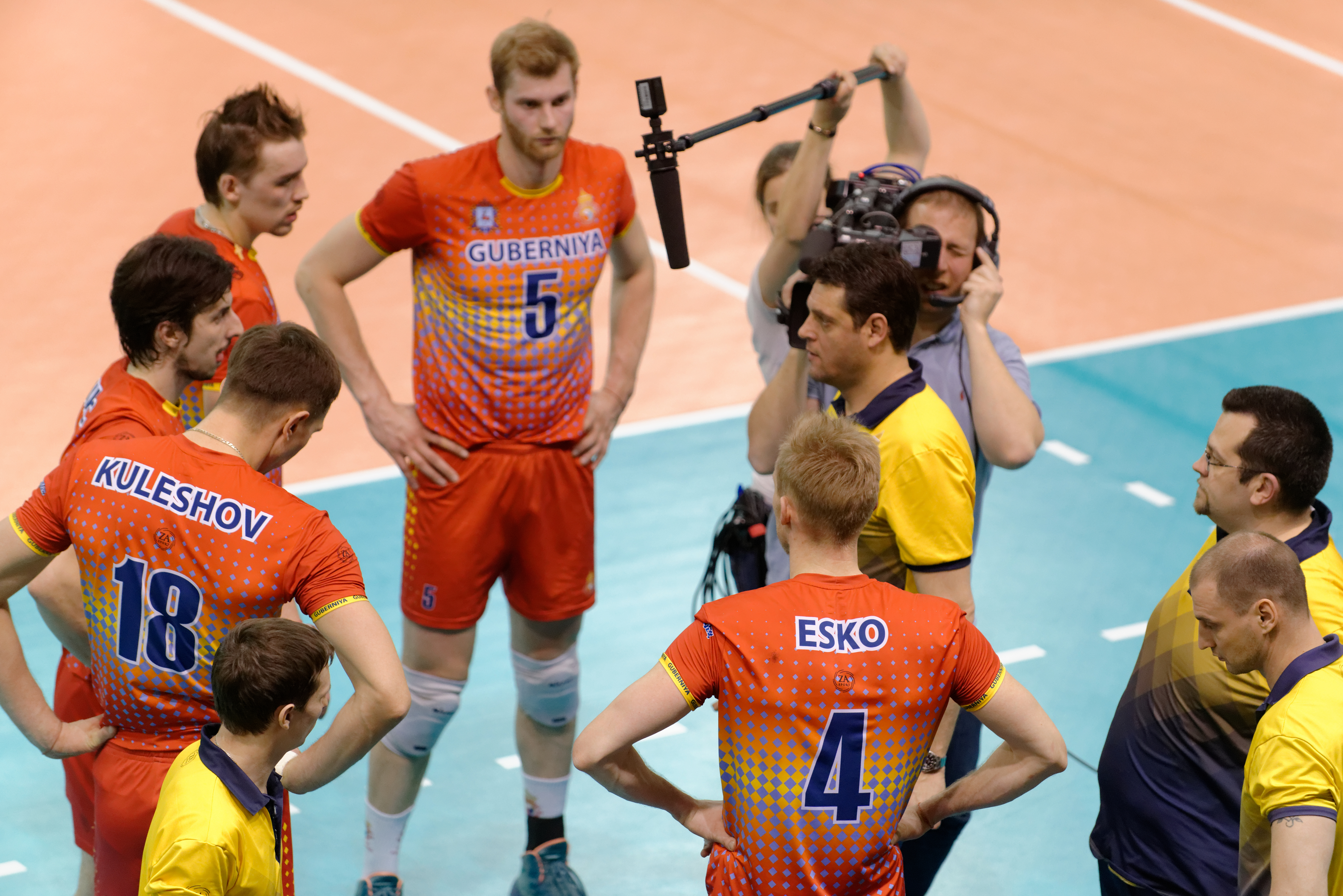
Płamen Konstantinow trenerem rosyjskiego klubu Gubiernija Niżny Nowogród

Płamen Georgiew Konstantinow (bułg. Пламен Георгиев Константинов; ur. 14 czerwca 1973 w Sofii) – bułgarski siatkarz, reprezentant kraju, grający na pozycji przyjmującego. 

## Kariera
Swoją karierę rozpoczął w Lewskim Sofia w 1986 roku, gdzie spędził kilka sezonów. Od 1995 roku zagrał w Sławii Sofia, a następnie w październiku przeniósł się do Włoch, by grać dla zespołu Gioia del Colle. W 1996 roku występował w greckim Aris Saloniki, a w 1997 roku przeszedł do tureckiego Emlank Bank Ankara. Od 1999 do 2004 roku grał w greckich klubach: AO Orestiada, PAOK Saloniki, Iraklis Saloniki, Olympiakos Pireus oraz Panathinaikos Ateny. W połowie sezonu 2003/2004 występował we francuskim Tours VB. W sezonie 2004/2005 był zawodnikiem włoskiego klubu Acqua Paradiso Montichiari. W 2006 roku za 120 tys. euro przeniósł się do polskiego Jastrzębskiego Węgla; został wybrany najlepszym obcokrajowcem PLS-u. Za kwotę 600 tys. euro przeszedł do rosyjskiego Gazprom-Jugra Surgut. Karierę klubową zakończył w greckim klubie Iraklis Saloniki.
21 lipca 2008 w Prawec podczas zgrupowania reprezentacji Bułgarii przeprowadzono kontrolę dopingową. Przed pierwszym meczem Igrzysk Olimpijskich 2008 w Pekinie okazało się, że w organizmie siatkarza wykryto nadmierną ilość testosteronu. 
Konstantinow został zmuszony do wyjazdu do Bułgarii. 14 sierpnia 2008 poddał się kolejnym badaniom w Sofii, których wyniki ogłoszono 15 sierpnia 2008 jako negatywne.
Po sezonie 2008/2009 zawodnik borykał się z kontuzją barku. Po zakończeniu swojej rehabilitacji nie szukał jednak nowego klubu. Kapitan reprezentacji Bułgarii postanowił zakończyć karierę.
W 2008 roku 10 listopada w Bułgarii został „człowiekiem roku”, przed Dimityrem Berbatowem
Jest absolwentem wydziału administracji w biznesie na Now Bułgarskim Uniwersytecie oraz uczęszczał na studia magisterskie z nauk politycznych i kursy trenerskie. 
W sezonie 2010/2011 był szkoleniowcem tureckiego Ziraat Bankası Ankara.
W sezonie 2011/2012 trenował rosyjski Gazprom-Jugra Surgut. Od sezonu 2012/2013 i przez kolejne 2 sezony był trenerem drużyny Gubiernija Niżny Nowogród.
W dniu 8 lipca 2014 roku objął stanowisko trenera siatkarskiej drużyny narodowej Bułgarii.

## Sukcesy zawodnicze

### klubowe
Liga bułgarska:
- 1992
- 1991, 1993

Liga grecka:
- 1997, 2002, 2003, 2004, 2008
- 2000

Puchar Grecji:
- 2002

Liga francuska:
- 2004

Liga polska:
- 2006

Superpuchar Grecji:
- 2007, 2008

Liga Mistrzów:
- 2009
- 2002

### reprezentacyjne
Mistrzostwa Świata:
- 2006

Puchar Świata:
- 2007

## Sukcesy trenerskie

### klubowe
Liga turecka:
- 2011

Puchar CEV:
- 2014

Liga rosyjska:
- 2020
- 2017, 2021

## Nagrody indywidualne
- 2009: Najlepszy przyjmujący Ligi Mistrzów